# Michel Lauzzana
Pour les articles homonymes, voir Lauzzana.
Michel Lauzzana, né le 20 mars 1957 à Castelsarrasin, est un homme politique français, médecin généraliste, ancien maire de Bon-Encontre et ancien vice-président de l'agglomération d'Agen. Il est le député de la 1re circonscription de Lot-et-Garonne durant les XVe, XVIe et XVIIe législatures.

## Biographie
Il est médecin généraliste, établi dans un cabinet médical à Bon-Encontre en 1984.
Il est élu maire de Bon-Encontre en 2001 et réélu en 2008 et 2014. Il est également vice-président de l'Agglomération d'Agen de 2001 à 2017. Il reste conseiller municipal jusqu'en 2020.
Il adhère au mouvement En marche en décembre 2016, et est désigné candidat aux législatives le 11 mai 2017 de la première circonscription de Lot-et-Garonne.
Lors du premier tour des élections législatives, il termine en tête avec 32,62 % des suffrages exprimés, et est élu avec 56,85 % des suffrages au second, succédant à Lucette Lousteau (Parti socialiste), éliminée au premier tour,. Il est réélu en 2022 au second tour avec 51,48 % des suffrages exprimés, et en 2024.

## Prise de position
En septembre 2022, il déclare au journal Sud Ouest être « prêt à travailler main dans la main avec les députés RN du Lot-et-Garonne pour faire avancer le territoire », tout en « se battant pied à pied » contre La France insoumise, ; il retire ultérieurement la formule « travailler main dans la main ». Il déclare par ailleurs être inquiet de la montée de l'extrême droite en Europe.
En 2023, il se déclare « compréhensif » de la grève suivie par les médecins pour obtenir une revalorisation du montant des consultations.